# Decanato en el fútbol uruguayo
El decanato en el fútbol uruguayo es una de las cuestiones más discutidas dentro del fútbol uruguayo. Comúnmente, la discusión divide a los hinchas del Club Nacional de Football y del Club Atlético Peñarol, y en ocasiones al modesto Albion Football Club, dependiendo de la visión del tema. También varía la percepción y visión sobre el término "decano", sobre si se refiere al club más antiguo o si lo es el club de mayor antigüedad dentro de la Asociación.
La postura de Nacional hace referencia a su condición de "Decano del fútbol uruguayo". No obstante las posibles variantes interpretativas a la afirmación anterior, la posición oficial del club no intenta reivindicar necesariamente la condición de ser el primer club en practicar el deporte del fútbol en el país, sino la condición de club más antiguo en actividad oficial ininterrumpida en practicar el fútbol. En lo que respecta a la permanencia en la afiliación a la AUF, teniendo presente que esta fue fundada en el año 1900, el asociado que suma la mayor cantidad de años afiliado a la misma es Nacional. Esta consideración es independiente de la dilucidación acerca de la fecha de fundación del Club Atlético Peñarol, debido a que esta última institución estuvo desafiliada de la AUF entre 1922 y 1926.
Si bien no hay una resolución oficial al respecto, y son pocas las menciones como tal en la prensa o documentación nacional por ser un tema controvertido, a nivel internacional el club es apodado como Decano.
La postura de Peñarol está relacionada con reivindicar en su nombre la continuidad de la rama competitiva del CURCC, afirmando ser el club más antiguo en actividad, y por tanto su fecha de fundación sería el 28 de septiembre de 1891. En lo que respecta a su posible condición como club más antiguo, expresa que "… había fútbol y clubes veinte años antes de nacer Peñarol; algunos subsisten o han renacido (Montevideo Cricket, Montevideo Rowing, Albion)".
La controversia se suele centrar en dirimir la fecha de fundación de Peñarol, ya que la versión de otros investigadores y la oficial del propio club declara que es una continuidad del Central Uruguay Railway Cricket Club, fundado el 28 de septiembre de 1891, mientras que otros investigadores y Nacional oficialmente señalan que fue una separación y el surgimiento de un nuevo club, nacido el 13 de diciembre de 1913. Por su parte, Nacional fue fundado el 14 de mayo de 1899.
La postura de Albion es la de ser el club más antiguo en actividad, al estar fundado el 1 de junio de 1891. Al igual que Peñarol, Albion también estuvo desafiliado de la AUF, pero en este caso su ausencia fue de muchos años, e incluso estuvo fusionado por un año (1976) con otro club (Miramar —llamado Albion Miramar—), por lo que hay quienes consideran que no debe ser tenido en consideración. Si bien Albion también es apodado como Decano, desde el club hace algunos años que además se autoproclaman como Pionero, término por el que también es apodado.
La falta de pruebas al respecto resulta en que hasta la fecha ninguna de las tres posturas haya podido ser fehacientemente comprobada, y la discusión persiste entre los uruguayos.

## Situación histórica
La League, fundada en 1900, ya contaba con CURCC (1891) y un año más tarde con Nacional (1899) como dos de sus principales animadores. Ambos protagonizaban una fuerte rivalidad: Nacional representaba a los criollos, a los capitalinos (de Montevideo) y a los universitarios; mientras que CURCC representaba a los británicos, los de tierra adentro (de Villa Peñarol) y a los ferroviarios.
Transcurriendo la década de 1910 la Central Uruguay Railway Company, empresa ferroviaria fundadora y administradora del club, empezó a analizar el retiro de la sección fútbol de la práctica oficial, motivado esto por el paulatino abandono de los fines originales de ser un club recreativo para los empleados de la empresa. Con el paso de los años, el enclave populoso en el que se encontraba la sede y la cancha del club había propiciado el acercamiento de una masa partidaria que excedía el ámbito de la empresa, movilizando para la época grandes cantidades de gente cuyas manifestaciones en ocasiones propiciaban situaciones que generaban inconvenientes, como ser destrozos generados en los trenes de la compañía en los traslados a los partidos. Esta decisión contaba con la resistencia de un grupo de socios, habiendo entre ellos socios empleados de la compañía (con voz y voto) y socios no empleados (sin voz ni voto) y con la propia parcialidad carbonera.
A finales de 1913, se produce el principal hecho de discusión:
- o ese grupo de socios se pone a cargo de la sección competitiva de fútbol del club bajo una nueva denominación (Peñarol).
- o se separaron del CURCC formando un club nuevo, con nuevo nombre y nuevos distintivos.

Al año siguiente, la AUF acepta que Peñarol ocupe el lugar que ocupaba el CURCC en la misma. En este nuevo año hubo un claro cambio: el club Peñarol presentó nombre, insignias y autoridades diferentes a las del CURCC, incluso nueva localidad base, ya que CURCC era de Villa Peñarol, mientras que bajo el nombre de C.A. Peñarol se localizaba en Montevideo. Con fecha 13 de abril del mismo año, el Ministerio del Interior le otorga personería jurídica al Club Atlético Peñarol mecionando en el texto que antes se denominaba Central Uruguay Railway Cricket Club. Los defensores de la posición de continuidad sostienen que esto implica una aceptación de la misma por parte del poder ejecutivo. En cambio, quienes sostienen que se trata de dos clubes diferentes señalan que dicha redacción está hecha con base en los estatutos de Peñarol, puesto que es lo que expresaban en su Art. 1°, y que el  Oficial Mayor del Ministerio del Interior, Sr. Pablo Varzi (h), dejara asentado en el expediente que los estatutos del CURCC no habían sido incluidos en la solicitud.

### Visión a través del tiempo
Esta situación de continuidad fue aceptada tácitamente por el mundo futbolero durante muchos años, incluso, en 1916, la directiva de Nacional saludó en una misiva a la directiva del Club Peñarol en conmemoración de sus 25 años. Pero con el paso de los años esta situación se fue revirtiendo y la continuidad entre Peñarol y CURCC comenzó a ser cuestionada.
En 1941, en ocasión de los festejos de Peñarol por su cincuentenario, a partir de editoriales publicadas en el diario El País comenzó a opinarse que Peñarol constituyó desde un primer momento una entidad totalmente independiente, sin relación alguna con el CURCC, más allá de heredar su tradición.
Más adelante en el tiempo, cuando Peñarol reformó sus estatutos entre los años 1957 y 1958, el estado uruguayo aprobó el texto pero aclaró no reconocer ni la antigüedad ni los orígenes del club. En esa ocasión, el conjunto aurinegro se mostró conforme y no cuestionó tal actitud, aunque dejando expresa nota que el Estado Uruguayo había reconocido y ratificado el artículo referente a la fecha de fundación del club sucesivas veces desde 1914, sin expresa salvedad, sin que durante el proceso de reforma de estatutos se hubiera introducido ninguna actuación contraria al respecto. El 23 de diciembre de 1958, el Consejo Nacional de Gobierno resolvió que el Club Atlético Peñarol "continúa en el goce de la personería jurídica que le fue reconocida y ratificada", tal como había sucedido en las ocho oportunidades anteriores, entre 1914 y 1958.
En 1951 Julio Martel compone el tango "Nacional", en el cual en una parte de la letra se puede oír la siguiente frase:

"Nacional sos el decano, el primero y el más grande"

 De esta manera queda demostrado que la discusión sobre el decanato data de largo tiempo.
En 1991, cuando Peñarol festejó su centenario como continuación del CURCC, el Club Nacional de Football presentó un documento que contenía una investigación histórica, con datos, argumentos y conclusiones, y expresó la postura oficial del club de declararse Decano del Fútbol Uruguayo. Hasta el momento Nacional no ha iniciado ninguna acción de carácter legal reivindicando su posición, ya sea frente al Estado Uruguayo u organismos rectores del Fútbol tanto locales como internacionales. Este documento nunca fue respondido oficialmente por el Club Atlético Peñarol, aunque existen trabajos no oficiales publicados por parciales aurinegros que reivindican, desde un punto de vista legal e histórico, la postura de Peñarol.
En 1999, Nacional fue el primer club en obtener un sello conmemorativo por los 100 años del club, de parte del Correo Uruguayo. Según una entrevista que concedió Winston Casal, directivo del Club Filatélico del Uruguay y asesor en filatelia de El Correo, "Peñarol pretendió hacerlo antes, pero no había una confirmación oficial de los 100 años del Curcc", por lo que desestimaron realizar un sello conmemorativo del festejo del centenario de Peñarol en 1991.
Varios años después, en 2020, se dio un curioso episodio. La Conmebol saludó a través de la red social Twitter a Nacional, por motivo de su aniversario 121. La publicación, que mencionaba que "el decano del fútbol uruguayo celebra 121 años de su fundación", fue publicada y posteriormente borrada minutos después, sin aclaración o motivo. Situación similar ocurrió en enero de 2021, cuando la Conmebol saludó a Nacional por la obtención del Torneo Intermedio, citando que “el decano del fútbol uruguayo siempre está para grandes cosas”. 45 minutos después de la publicación, y tras generar reacciones contrarias en aficionados aurinegros, fue reemplazada por otro saludo, que simplemente decía “Nacional se consagró campeón”.

## Posición de los clubes

### Posición de Nacional
En su postura oficial, Nacional sostiene que CURCC jamás pretendió una continuidad como institución; y que fueron los socios no empleados del ferrocarril (sin vinculación a la compañía, sin voz, ni voto) los que el 13 de diciembre de 1913 fundaron un nuevo club, el cual lógicamente, mantuvo algunas alusiones con respecto al anterior. CURCC, a pesar de no participar más en la League, habría continuado existiendo como club deportivo durante 1914 hasta su disolución en 1915.
El Club Nacional de Football publicó en 1991 un informe titulado “El Decanato”, redactado por algunos de los juristas e historiadores más reconocidos del país, entre ellos el ex vicepresidente de la República Dr. Enrique Tarigo. Los puntos centrales son:
- 1.      Como cualquier club, el CURCC tenía socios activos (empleados del Ferrocarril, con voz y voto en las asambleas) y socios no empleados, sin voz ni voto.
- 2.      El 2 de junio de 1913, por veinticinco votos contra doce, la asamblea del CURCC rechazó una modificación estatutaria por la que el club pasaría a llamarse “CURCC (Peñarol)”. Quedaban claras dos posiciones: los socios activos querían seguir en el fútbol pero sin carácter oficial, como lo hicieron entre 1891 y 1900, y los socios no empleados querían que el equipo continuara compitiendo.
- 3.      En nota a los socios no empleados de fecha 9 de diciembre de 1913, la Directiva del CURCC no hace mención a la continuidad que hubiera sido natural si se tratara de la misma entidad: Se menciona “el Centro a constituirse”. Allí se expresa además la intención de entregar determinados objetos al nuevo club. Finalmente, se desean a la nueva entidad “muchos años de vida”, ello se desea a las instituciones nacidas o nacientes y a otra institución y no a sí misma.
- 4.      El 13 de diciembre de 1913, treinta personas, casi todas socios no empleados del Ferrocarril, es decir sin voz ni voto en el CURCC; fundan el Club Atlético Peñarol. Resulta evidente que se fundó un nuevo club y que no se reformaron los Estatutos del ya existente, porque esas treinta personas carecían de todo poder de decisión respecto al CURCC.
- 5.      La Directiva del Club Atlético Peñarol se reunió por primera vez el 15 de diciembre de 1913, abocándose a “la formación del Registro de Socios” y a “la confección de los Estatutos y Reglamento para el club” lo cual demuestra que se trataba de una nueva entidad: era necesario formar el Registro Social y no ampliarlo o agrandarlo; así como confeccionar los Estatutos y Reglamento, y no reformar o modificar los del viejo club.
- 6.      La separación no implicaba la desaparición del CURCC ya que siguió practicando fútbol, como consta en la prensa de la época, durante todo el 1914 y hasta su disolución el 22 de enero de 1915.[40] La coexistencia de ambos clubes durante un año y medio demuestra que uno no fue continuador del otro.
- 7.      Peñarol obtuvo la personería jurídica el 13 de abril de 1914 y como consta en la documentación existente en el ex Ministerio de Instrucción Pública y Previsión Social, “en la Asamblea General celebrada el 12 de los corrientes mes y año” (marzo de 1914) “se aprobaron los Estatutos Sociales” del Club Atlético Peñarol. Y no que se modificaron o reformaron los del CURCC.
- 8.      El dinero que tenía el CURCC al momento de su disolución (unos setecientos pesos de la época) fue donado al Hospital Británico. Si Peñarol hubiera sido el continuador del CURCC, ese dinero debería haber seguido formando parte del patrimonio del club que supuestamente cambiaba de nombre.
- 9.      Se refiere a la reforma estatutaria de Peñarol en los años 1957-58, el Ministerio de Instrucción Pública informó que “la aprobación del texto presentado no implicará reconocimiento oficial alguno respecto de la antigüedad y orígenes del Club Atlético Peñarol.”

De esta forma, Nacional se considera a sí mismo el único club de la AUF fundado en el siglo XIX y que ha cultivado el fútbol de manera ininterrumpida desde entonces, siendo el más antiguo dentro de la Asociación.
Al respecto, los uniformes de Nacional suelen llevar el término Decano en ellos, el cual es apodo del club. No obstante, su uso no significa que Nacional sea necesariamente reconocido como tal. A su vez, el lema Decano del Fútbol Uruguayo se encuentra presente en muchos de los artículos deportivos del club, y también es utilizado como lema institucional.

#### Información adicional
A continuación, se menciona información adicional que se encuentra incluida dentro de la postura oficial de Nacional sobre el decanato.
- CURCC y Peñarol tuvieron dos presidentes distintos entre el 13 de diciembre de 1913 y el 15 de enero de 1915, cuando finalmente se disolvió el CURCC. En 1913 el presidente del CURCC era Pedro Sedgfield, quien presentó renuncia debido a que se intentaba cambiar los estatutos del club para permitir la entrada a la comisión directiva de no empleados del CURCC. Al fracasar esta propuesta, Segfield retira su renuncia con la condición de que no se volviera a tratar el tema. En el acta de la asamblea del CURCC del 3 de noviembre de 1913 se establece

La subcomisión encargada de entrevistarse con el Sr. Sedgfield, con el fin de que dicho señor retirara su renuncia de presidente, manifiesta haber cumplido su cometido, estando dispuesto el Sr. Sedgfield a volver a la presidencia, siempre que no se volviera a tratar reformas en el Reglamento, sobre entrada de no empleados a la Comisión. Después de un cambio de ideas, es aceptada su proposición.

Luego, el 13 de diciembre de 1913 se funda el Club Atlético Peñarol y se designa como presidente a Jorge Clulow. Desde ese momento, hasta el 15 de enero de 1915 Segfield fue presidente del CURCC y Clulow de Peñarol. Además, la sede del CURCC se encontraba en Villa Peñarol y la de Peñarol en Montevideo.
- En abril de 1914, el presidente del CURCC Pedro Sedgfield envió al administrador general del Ferrocarril Central del Uruguay una nota sobre la inconveniencia de continuar practicando fútbol en Villa Peñarol en la que hace referencia al Club Atlético Peñarol como «otro club».[42]

«Informo a usted que, recientemente, el Central Uruguay Railway Cricket Club, que desde hace algunos años ha estado dedicado casi exclusivamente a la práctica del football, se ha disuelto el elemento football formando otro club con sede completamente alejada de Peñarol.»
—Pedro Segfield

- CURCC y Peñarol juegan el mismo día. En el mes de abril de 1914, el CURCC disputó dos partidos, uno contra un combinado de tres equipos de Rivera y otro ante el Club 14 de Julio. En simultáneo, Peñarol jugaba en Montevideo frente al Universal. Además, en julio de 1914 el CURCC se enfrentó al Club Patria en la Villa Peñarol y Peñarol enfrentó nuevamente al Universal.[43]

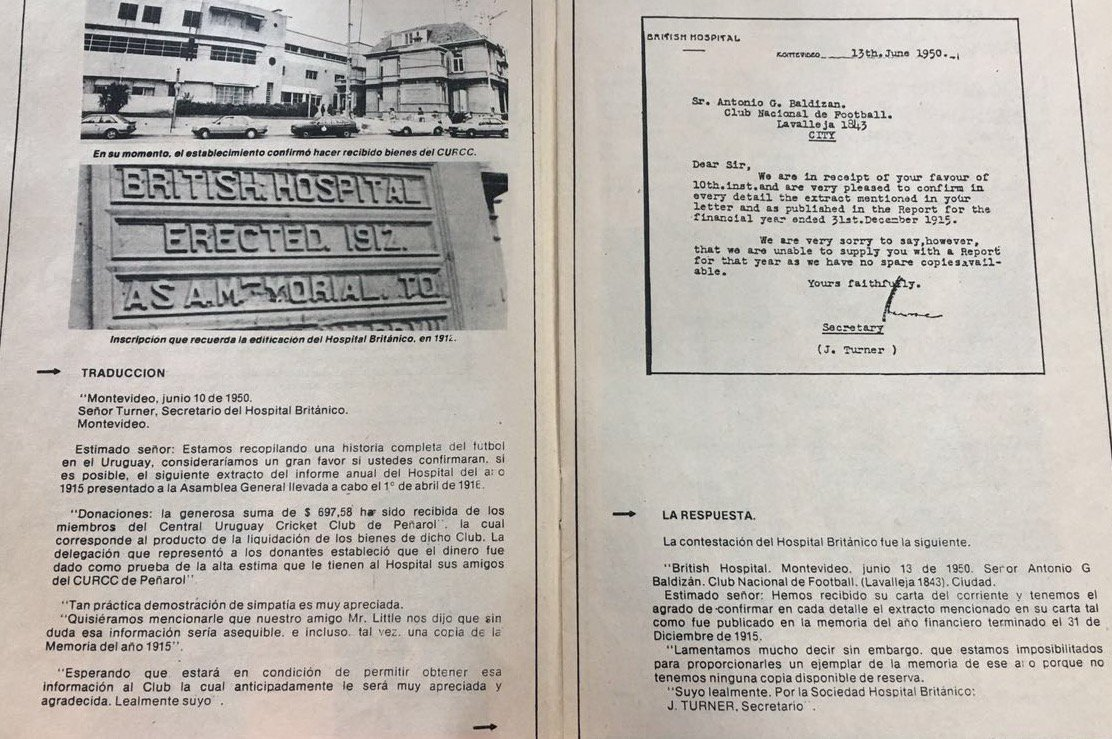
Documentos sobre la liquidación del CURCC en 1915, con su donativo hacia el Hospital Británico.

- En 1915, se disuelve el CURCC y dona sus bienes al Hospital Británico. La Memoria Anual del Hospital Británico del 1915 establece

«La hermosa suma de $ 697,58 ha sido recibida de los Residentes en Peñarol, socios del Central Uruguay Railway Cricket Club, cuya suma corresponde a la liquidación de los bienes de este club.»

El CURCC siguió existiendo luego de la fundación de Peñarol, se disuelve en 1915 y no donó sus bienes a Peñarol.
- William “Guillermo” Davies, quien fue capitán y autor del primer gol oficial del CURCC, no jugó para Peñarol el Campeonato Uruguayo de 1914 porque todavía jugaba en el CURCC. Cuando en 1915 el CURCC se disuelve finalmente, Davies decide dejar la práctica del fútbol.[45]

- La comisión directiva del CURCC envía una carta en la que establece que Peñarol es un «nuevo Centro a constituirse» y le desea «muchos años de vida».[46]

«llevando adelante este nuevo plan, que a no dudarlo será de fructíferos resultados para el nuevo Centro a constituirse... 
 ...a la nueva autoridad que ha de constituirse, deseándoles muchos años de vida como también de gloria deportiva.»

- En 1939, Peñarol realizó un cambio en sus estatutos en su primer artículo en el que expresa «desde el 28 de septiembre de 1891 hasta el 13 de abril de 1914 el Club A. Peñarol se denominó Central Uruguay Cricket Club Peñarol.» Cuando se fundó Peñarol en 1913 –según consta en el acta de su primera reunión de directiva– se establece la necesidad de «confección de los Estatutos y Reglamento para el Club». Por lo que el agregado se hizo para preconstituir una prueba sobre un hecho no cierto. Más tarde el Ministerio actuante, en referencia a este artículo primero, expresa que:[47]

«La aprobación del texto presentado no implicará reconocimiento oficial alguno respecto de la antigüedad y orígenes del Club Atlético Peñarol».

- La camiseta de CURCC, hasta su disolución en 1915, era mitad negra y mitad rayada. Cuando se creó Peñarol en 1913 sus socios fundadores diseñaron una camiseta a rayas verticales. Además, los estatutos del CURCC establecían que sus colores eran «el naranjo y negro». Esto fue inicialmente imitado por el nuevo Club Atlético Peñarol pero luego se cambió por decisión de su Asamblea, pasando del color «naranjo» al «color oro». La bandera del CURCC tenía la sigla del club en el ángulo superior izquierdo. Cuando se funda Peñarol en 1913 se establece que en ese ángulo se colocarían «once estrellas de color anaranjado».[48]

### Posición de Peñarol
La posición de Peñarol es simplemente reconocerse como una continuación del Central Uruguay Railway Cricket Club, y como tal, tomar como propia la fecha de su fundación, el 28 de septiembre de 1891. Asimismo, considera que el decanato resulta una condición inherente asociada a la fecha que reivindica como su fundación, aunque siempre en el contexto de la no afiliación actual a la AUF de instituciones más longevas que practicaron el fútbol con anterioridad, por ejemplo: Montevideo Rowing, Montevideo Cricket y Albion, entre otras. Por otra parte, teniendo en cuenta que hasta el momento Nacional no ha iniciado ninguna acción de carácter legal reivindicando su posición ante organismos competentes, el Club Atlético Peñarol no ha considerado procedente refutar de manera oficial la postura nacionalófila.[cita requerida]
Para el año 1913, CURCC se había solidificado como uno de los clubes más importantes y populares del fútbol local. Sin embargo, el club obedecía a la directiva de la británica Central Uruguay Railway Company quien deseaba desmantelar el equipo debido a los perjudiciales actos de violencia alrededor de los eventos deportivos. Fue entonces fuerte la presión de los hinchas criollos por "democratizar" al club. Se organizó una comisión a fin de reformar los estamentos del CURCC, y entre las propuestas se incluyó la participación de socios que no fuesen empleados de la CUR, así como el cambio de nombre de la institución a CURCC Peñarol.
En junio de 1913, la asamblea directiva del CURCC desestimó estas propuestas. No obstante, siguiendo con la versión aurinegra, en noviembre de ese año el CURCC finalmente aprobó la entrega de la sección de fútbol a los hinchas en vista de la intención de estos de continuar con el club aunque este fuese desvinculado de la empresa, petición que había sido entregada al CURCC el 15 de noviembre de 1913. Finalmente el 13 de diciembre de ese mismo año, la sección de fútbol se separó completamente del CURCC, adquiriendo el nombre de CURCC Peñarol.
El 12 de marzo de 1914 el CURCC Peñarol cambió oficialmente su nombre por el de Club Atlético Peñarol, siendo aprobado el cambio por la Liga Uruguaya, entidad rectora del fútbol uruguayo, y todos sus clubes asociados el 17 de marzo. Finalmente, el 13 de abril de ese año el poder ejecutivo otorgó personalidad jurídica al club.

#### Información adicional no oficializada por Peñarol

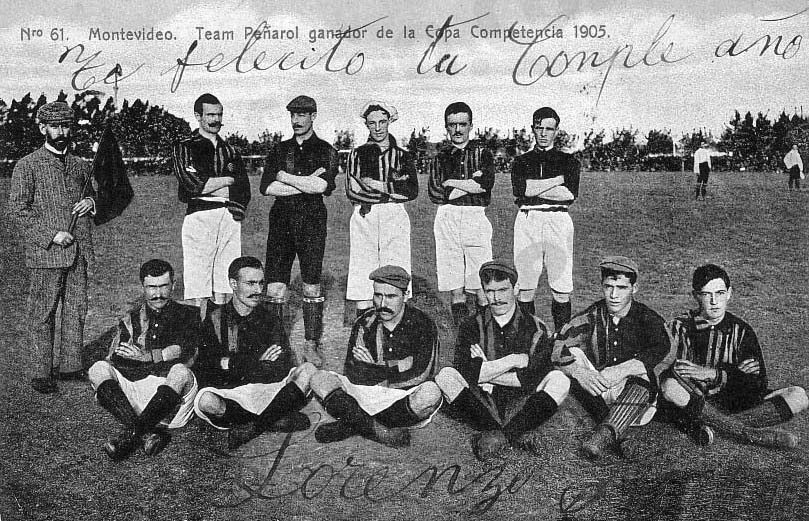
Imagen del Plantel del CURCC en 1905. La foto está firmada como Team Peñarol.

Como se ha mencionado previamente, existe documentación no reconocida como oficial por Peñarol, que ha sido publicada por autores uruguayos que aportan una visión legal e histórica que apoya la postura de reivindicación de la fecha de fundación del club el 28 de septiembre de 1891 y su continuidad con el CURCC. Merece particular destaque la obra del Dr. Luciano Álvarez, donde el autor analiza, a lo largo de más de 170 páginas, la documentación legal del proceso, testimonios de los involucrados y las publicaciones de prensa de la época. De esta manera, en el transcurso de su obra, Álvarez propone respuestas a los postulados incluidos en el informe por el decanato de Nacional; las que se presentan de manera resumida a continuación:
- 1.      Según sus estatutos, el CURCC tenía socios activos (empleados del Ferrocarril, con voz y voto en las asambleas) y socios no empleados (sin voz ni voto).
- 2.      La reforma estatutaria sometida a votación el 2 de junio de 1913, proponía la inclusión de la palabra Peñarol al nombre del equipo y el aumento de ocho a trece miembros para la directiva, otorgando tres plazas a los socios no empleados. Sin embargo no se pronuncia sobre los temas de fondo que en repetidas ocasiones había solicitado la empresa: independencia jurídica y económica y traslado de sede y cancha fuera de las instalaciones de su propiedad. Estas omisiones son la causa fundamental que la asamblea rechace la moción por 25 votos a 12.[52]
- 3.      Los testimonios recogidos de los involucrados directos en la negociación y el proceso de transición confirman la continuidad y los términos del traspaso acordados con la empresa y la directiva en ejercicio del CURCC (conformada por empleados de la empresa).[53][54]
- 4.      El 13 de diciembre de 1913, en una asamblea donde participan socios empleados de la empresa (con voz y voto) y socios no empleados de la empresa (sin voz ni voto), se acuerda una separación consensuada de la sección Fútbol para que pudiera practicarlo federadamente. En detalle, lo resuelto es la formación de una subcomisión, con amplia autonomía, estatutos y reglamentos propios, encargada de la sección de fútbol en competencia. Es decir, se produjo una separación entre el sector "recreativo" del CURCC y el sector competitivo. La descripción que hace el informe de Nacional sobre el número y calidad de socios presentes contiene errores y asunciones subjetivas. Las potestades de esa asamblea y el cuórum son referenciados claramente en los estatutos del CURCC que señalan que sólo podían ser alterados o enmendados "por dos terceras partes de los socios presentes en una Asamblea General". Asimismo, el artículo III establece el cuórum de las asambleas: "25 por ciento de los socios votantes", en un primer llamado, "procediendo con el número que hubiese presente" en un segundo llamado.
- 5.      Los registros sociales del CURCC pasaron a Peñarol; de hecho, no se encuentran registros sociales de la rama recreativa (que permaneció administrada por la empresa) a partir de diciembre de 1913 y hasta enero de 1915. En los cuatro meses siguientes, se procesaron las reformas institucionales fundamentales: apertura de registros sociales, reforma de estatutos y reglamentos, cambio de nombre y bandera social, obtención de personería jurídica y mudanza de las instalaciones deportivas e institucionales fuera de las instalaciones propiedad de la empresa
- 6.      La empresa le dio continuidad a la rama recreativa del CURCC como una mera dependencia de la administración, sin asambleas, cobro de cuotas ni actividad de gestión por el lapso aproximado de un año. A través de ella, los empleados de la empresa continuaron efectuando actividades recreativas de manera estrictamente no federada. Existen menciones en la prensa de la época que consignan la conformación de un equipo para jugar partidos amistosos.[55]
- 7.      Con fecha 13 de abril de 1914, el Ministerio del Interior le otorga al Club Atlético Peñarol personería jurídica explicitando en su texto la aceptación de la continuidad institucional con el CURCC.[55]
- 8.      Todos los bienes materiales de usufructo por parte del CURCC eran propiedad de la empresa y de los empleados de la empresa, por tanto, no resultaba procedente el traspaso de los mismos.[56]
- 9.      En lo que respecta a la reforma de estatutos entre los años 1957 y 1958, el informe de Nacional solo hace referencia parcial al párrafo donde el entonces presidente Cr. Gastón Güelfi expresa de manera completa: “No nos oponemos a que la referencia a la fecha de fundación se acepte con la salvedad de no implicar reconocimiento oficial alguno respecto de la antigüedad y orígenes del Club Atlético Peñarol. No obstante -a simple título informativo-, cabe destacar que el actual Estatuto, debidamente aprobado, contiene ya -también en su artículo 1º- igual referencia sin ninguna expresa salvedad.".[56] La segunda oración, no incluida en el informe de Nacional, expresa una observación acerca de que el Estado Uruguayo había reconocido y ratificado el artículo referente a la fecha de fundación del club sucesivas veces desde 1914, sin expresa salvedad, sin que durante el proceso de reforma de estatutos se hubiera introducido ninguna actuación contraria al respecto. Como dato adicional, puede especificarse que el 23 de diciembre de 1958, el Consejo Nacional de Gobierno resolvió en documento oficial que el Club Atlético Peñarol "continúa en el goce de la personería jurídica que le fue reconocida y ratificada", tal como había sucedido en otras ocho oportunidades anteriores, entre 1914 y 1958.[56]

### Posición de Albion

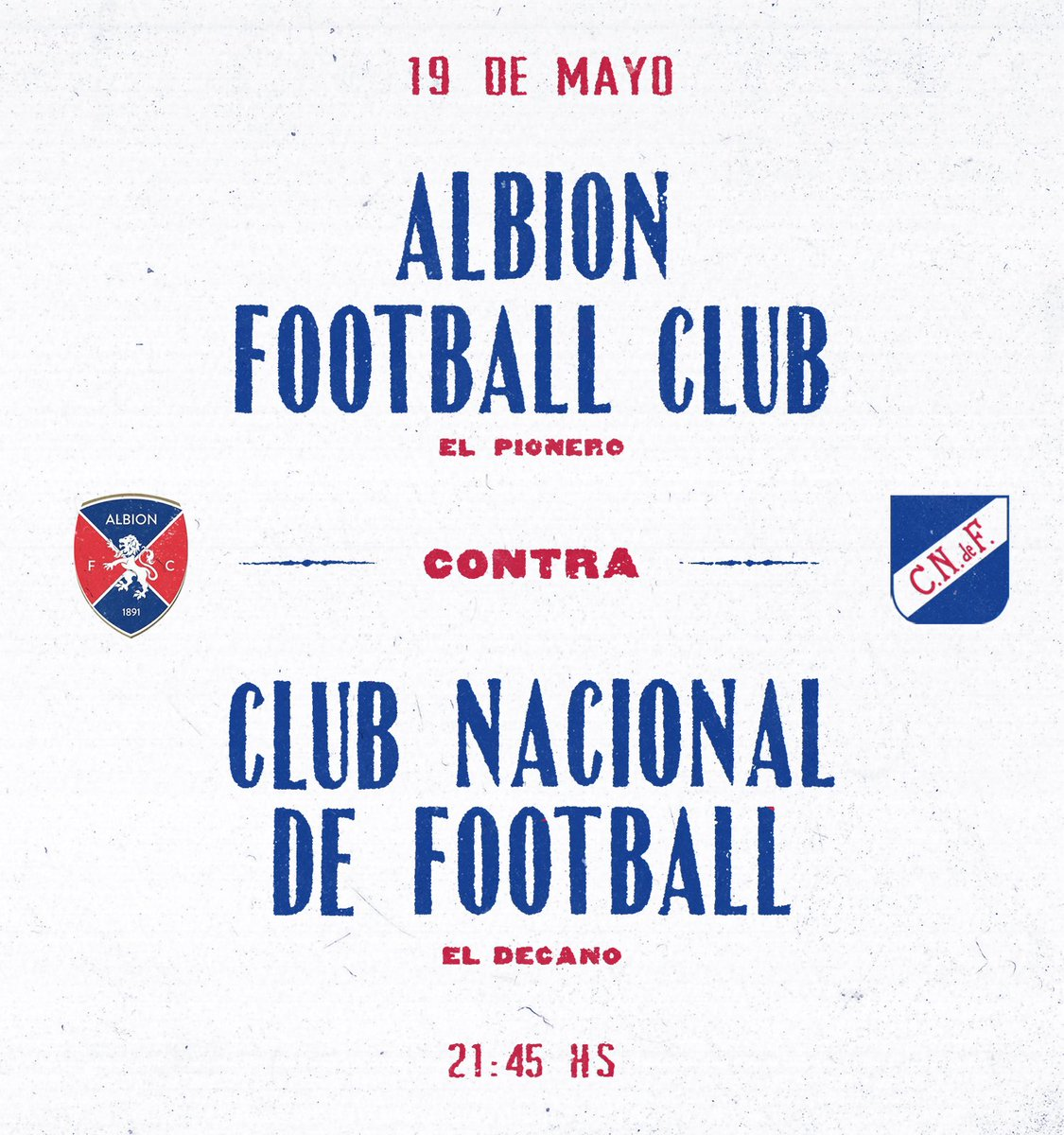
Afiche de un partido entre Nacional y Albion, en el que el tricolor reconoce a Albion como "el pionero".

Cuando se discute el decanato, Albion suele ser el tercer club en discordia. El Albion Football Club es considerado el primer club uruguayo dedicado a la práctica del fútbol. Fundado el 1 de junio de 1891, su primer partido fue el 2 de agosto de ese año contra el Montevideo Cricket Club, con derrota por 3 a 1.
La posición de Albion, con mucho menor repercusión que la de los dos grandes del fútbol uruguayo, es también la de autodefinirse como decano. El club lo considera dado que entiende de que al igual que Peñarol, ambos clubes estuvieron desafiliados de la AUF en algún momento de su historia, pero que Albion es más antiguo que Peñarol y que Nacional. Esta postura es independiente de la continuidad o no entre Peñarol y CURCC, y de la ininterrumpida continuidad de Nacional dentro de la Asociación Uruguaya de Fútbol.
Por lo tanto, el Albion Football Club, entiende que es el decano por ser el club más antiguo de los actualmente afiliados a la Asociación Uruguaya de Fútbol.
Si bien Albion también es apodado como Decano, desde el club hace algunos años que además se autoproclaman como Pionero, término por el que es también es apodado.
A su vez, Albion integra un grupo selecto de equipos de fútbol Pioneros en sus respectivos países, llamado "Club of Pioneers", en reconocimiento por ser el club más antiguo uruguayo con actividad interrumpida, más allá de que recién en 2018 compitió en una categoría profesional (Segunda División), y su participación en primera división ha sido escasa. Sheffield Football Club es el club de fútbol más antiguo del mundo, miembro de dicho club junto a otros importantes clubes de distintos países.
El 26 de julio de 2018 se realizó un acto de bienvenida al club en el Museo del Fútbol del Estadio Centenario, con la participación de autoridades del Albion y de "Club of Pioneers", donde le dieron el Certificado Oficial del club de Pioneros.